# Before the Flood (Soundtrack)
Before the Flood (Before the Flood (Music from the Motion Picture)) ist der Soundtrack zum gleichnamigen Film von Regisseur Fisher Stevens und entstand in einem Gemeinschaftsprojekt von Trent Reznor und Atticus Ross, der Band Mogwai und Gustavo Santaolalla. Der Soundtrack umfasst 18 Lieder und wurde am 21. Oktober 2016 veröffentlicht.

## Produktion

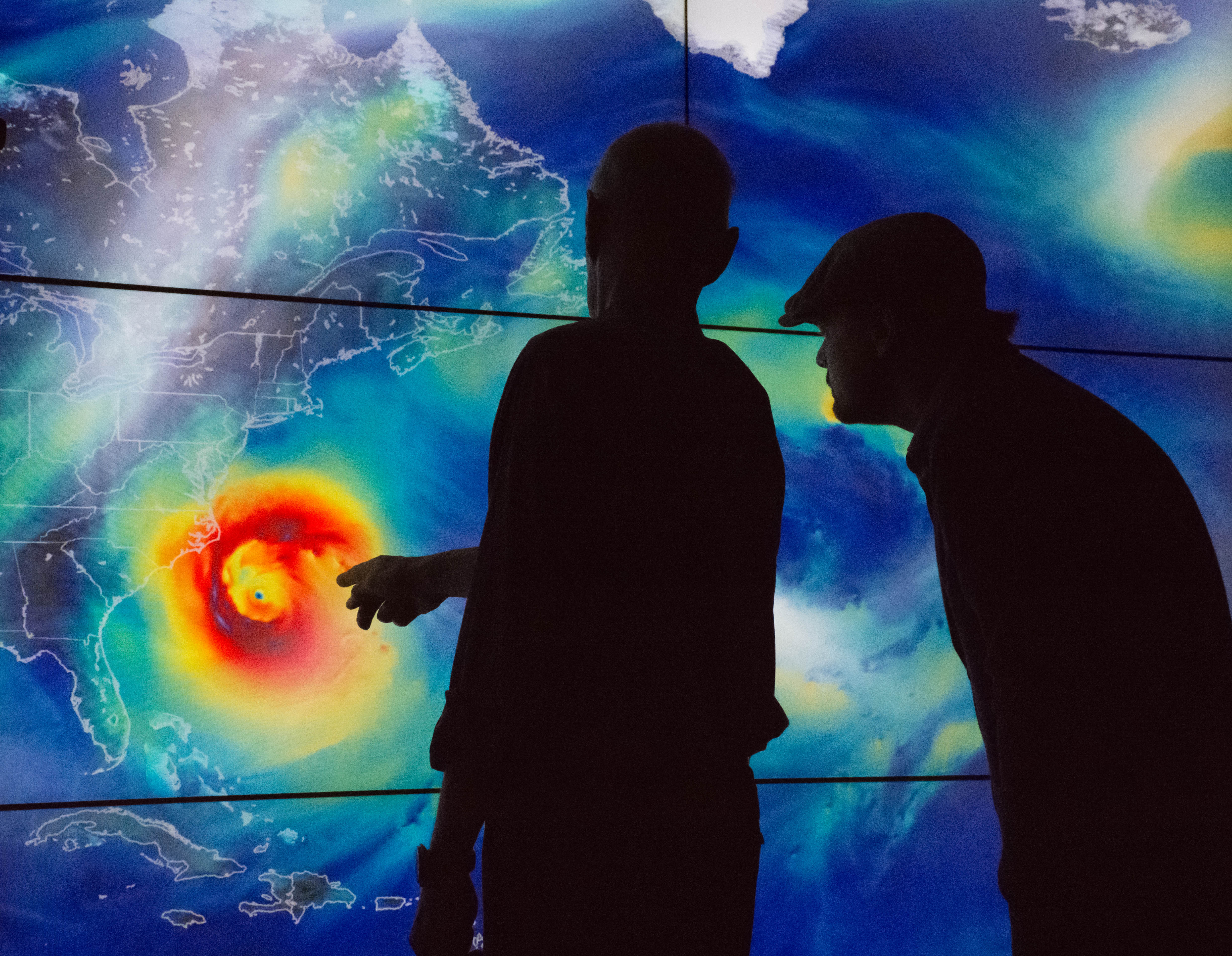
Trent Reznor und Atticus Ross hatten zuvor bereits an der Filmmusik für dystopische Filme und an einem Song für die NASA gearbeitet. Hier lässt sich Leonardo DiCaprio für den Film Before the Flood von Piers Sellers bei der NASA Modelle zeigen

Der Soundtrack entstand in einem Gemeinschaftsprojekt von mehreren renommierten, internationalen Künstlern, die alle bereits zuvor mit ihrer Arbeit bekannt und hierfür vielfach ausgezeichnet wurden. Zu den Künstlern gehörten der US-amerikanische Musiker Trent Reznor und der englische Musiker Atticus Ross, die gemeinsam die Band How to Destroy Angels gegründet und davor auch bei dem Musikprojekt Nine Inch Nails zusammengearbeitet hatten, wobei unter anderem das Konzeptalbum Year Zero entstand, das eine dystopische Gesellschaft im Jahre 2022 ausmalt. Zu dem Film The Social Network von David Fincher komponierten Reznor und Ross den Soundtrack, wofür sie unter anderem In der Halle des Bergkönigs von Edvard Grieg neu arrangierten. Für diese Arbeit wurden sie 2011 unter anderem mit einem Oscar und dem Golden Globe Award ausgezeichnet. Die Filmmusik von Reznor und Ross für Gone Girl – Das perfekte Opfer aus dem Jahr 2014 wurde ebenfalls im Rahmen der Golden Globes nominiert.
Des Weiteren war die britische Postrock-Band Mogwai beteiligt, die zuletzt den Soundtrack für Mark Cousins’ Dokumentarfilm Atomic: Living in Dread and Promise geschrieben hatte, ebenso der argentinische Komponist Gustavo Santaolalla, der als Pionier des Rock en Español gilt, einer Musikrichtung, bei der Rock und lateinamerikanische Rhythmen verschmelzen und der im Jahr 2005 vom Time Magazine unter die 25 einflussreichsten Lateinamerikaner in den USA gewählt wurde. 2006 gewann Santaolalla für die von ihm geschaffene, am Country orientierte Filmmusik zu Brokeback Mountain von Ang Lee und 2007 für die Filmmusik für Babel von Alejandro González Iñárritu jeweils den Oscar als bester Filmkomponist.
In einem ersten Schritt arbeiteten die Künstler unabhängig voneinander und ließen sich hierbei von ihrem Gefühl und ihrem Instinkt leiten. Die so entstandenen unfertigen Titel tauschten sie in einem nächsten Schritt zur Überarbeitung aus, ließen sie einander erweitern, neu aufbereiten und neu interpretieren, wenn sie es für nötig oder sinnvoll hielten.

## Veröffentlichung
Der Film Before the Flood selbst feierte am 9. September 2016 im Rahmen des Toronto International Film Festivals seine Premiere. Der Soundtrack zum Film umfasst 18 Lieder und wurde am 21. Oktober 2016 veröffentlicht.

## Rezeption
Mihnea Manduteanu meint, die Stile der vier Komponisten ergänzten einander sehr gut und würden sich gut verbinden. Alles passe, alles sei richtig platziert, der Soundtrack klinge seidig und sei angenehm zu hören.
Im Rahmen der Hollywood Music In Media Awards 2016 wurden Trent Reznor, Atticus Ross, Gustavo Santaolalla und Mogwai für ihre Arbeit gemeinsam in der Kategorie Beste Filmmusik eines Dokumentationsfilms nominiert und Reznor und Ross zusätzlich für das Lied A Minute to Breathe in der Kategorie Bester Song ausgezeichnet. Im Dezember 2016 wurde das Lied als Anwärter bei der Oscarverleihung 2017 in der Kategorie Bester Filmsong in die Kandidatenliste (Longlist) aufgenommen, aus denen die Mitglieder der Akademie die offiziellen Nominierungen bestimmen werden.

## Titelliste
1. Before the Flood – Reznor, Ross und Santaolalla
2. A Minute to Breathe – Reznor und Ross
3. Between Two Poles – Reznor, Ross und Santaolalla
4. Dust Bowl – Mogwai
5. Thin Ice – Santaolalla
6. And When the Sky Was Opened – Reznor und Ross
7. Ghost Nets – Mogwai
8. Trembling – Reznor, Ross und Santaolalla
9. One More Step – Santaolalla
10. Huaynaputina – Mogwai
11. At Dusk – Reznor, Ross und Santaolalla
12. Thin Ice Reimagined – Reznor, Ross und Santaolalla
13. Disappearing Act – Reznor und Ross
14. The Melting Pot – Santaolalla
15. 8 Billion – Reznor und Ross
16. One Perfect Moment – Reznor und Ross
17. A Minute Later – Reznor und Ross
18. After the Flood – Mogwai

## Singles und Charterfolge
Vorab veröffentlichte Reznor am 7. Oktober 2016 den Song A Minute to Breathe. Nach eigenen Aussagen sang Reznor das Lied in einer Stimmlage, in der er noch nie zuvor gesungen hatte.
Der Soundtrack stieg nach seiner Veröffentlichung im Oktober 2016 auf Platz 18 in die iTune-Soundtrack-Charts ein. und erreichte gleichzeitig Platz 41 der Album-Charts. Am 28. Oktober 2016 stieg der Soundtrack auf Platz 19 in die Soundtrack-Album-Charts im Vereinigten Königreich und in der Folgewoche auf Platz 9 in die US-amerikanischen Billboard-Soundtrack-Album-Charts ein.